# セーラーファイト!
『セーラーファイト!』は、1993年から1996年まで中京テレビの深夜番組『今甦る!昭和ヒーロー列伝』内で放送されていた特撮作品。全22話。
番組のディレクター兼司会を務めていた喜井竜児の監督作品で、昭和40年代 - 50年代の特撮へのオマージュとなっている。
1997年には続編のオリジナルビデオ『セーラーファイト!甦るマルサン怪獣帝国』をリリース、2003年12月20日には続編ドラマ『セーラーファイト!2003』が放送されている。
2004年2月6日には過去作品をすべて収録した『セーラーファイト!コンプリートDVD』が発売されている。ジャケットイラストは開田裕治が担当。
2014年には誕生20周年記念として公式サイトを設置し、また全22話（「マルサン帝国」「2003」を除く）がYouTubeを通じて無料公開、さらに新作WEB版の製作を発表し、同年9月から翌2015年4月まで、全8話が月ー公開された。
また、その続編が劇場版として引き続き制作され、同年10月に東京・大阪・名古屋の3ヶ所で公開された。

## 解説
『今甦る！昭和ヒーロー列伝』は90分枠で昭和時代の特撮ヒーロー番組を3話放送する番組だったが、元の番組は各話24分程度なので、CMの時間を含めても10分程度の時間が余ってしまう。当初はディレクターである喜井のトークで穴埋めをしていたが、『トリプルファイター』を取り上げた際に「こんなんだったら僕らでも撮れるよね」と思い立ったことから企画が始まった。そのため、『今甦る！昭和ヒーロー列伝』で放送された初期シリーズはオープニングテーマも含めて1話4分程度の超短編である。出演者は、『今甦る！昭和ヒーロー列伝』のスタッフと番組内で行った募集に応募してきた一般視聴者。名古屋のローカルテレビ局のみで見られるオリジナルヒーロー番組という点では後にブームになった「ローカルヒーロー」の走りともいえる。「ファイト!」というタイトルではあるが、喜井のインタビュー記事によると「アクションやると着ぐるみが痛むでしょ。痛んだ着ぐるみを補修する費用が捻出できないから、なるべく闘わないように闘わないようにしてたんです（笑）」とのことで、本格的なアクションシーンはほとんど無い。
登場人物たちのセリフは当初オールアフレコで、役者本人ではなく代々木アニメーション学院名古屋校の生徒が吹き替えで担当していた。のちにマミズ参謀、宇宙刑事ケンちゃん、マホ隊員、Dr.フージィが自身でアフレコするようになった。
なお、
・マミズ参謀役の真水稔生は、のちにスカウトされ、役者としてプロデビューしている。
・大久保覚子さんは新作WEB版では結婚して川澄姓に改姓している。

## あらすじと放映リスト

### 地球防衛軍編
- かつて昭和の時代、人類は地球防衛軍を組織し「花形スター」と呼ばれるほどの活躍を誇ったが、次々と出てくるヒーローたちによって怪獣や怪人たちが倒され、防衛軍の存在意義は危うくなり、日本支部は隊員数わずかに3名、基地もプレハブ倉庫という状態にまで追い込まれてしまう。そんな状況を見かねたマミズ参謀は、新兵器の配備を決定した。それが93式万能サポートロボット・セーラーファイターだったのだが……。

- 1 セーラーファイター登場!（1993年11月）
- 2 Dr.フージィの野望（1994年1月）
- 3 L.A.から来た男（1994年2月）
- 4 超兵器CX-1（1994年3月）
- 5 帰ってきたジョン（1994年4月）
- 6 さらばセーラーファイター（1994年5月）

### さすらいのファイター編
- オーバーホールにおける再組立時のミスにより、セーラーファイターは記憶喪失となって防衛軍基地には戻らず、何かを求めるかのように放浪してしまう。セーラーファイターの怪獣攻撃本能を利用してセーラーファイターの回収を試みる地球防衛軍だったが、新隊員Dr.フージィは密かにその妨害を始める。

- 7 恐怖のG細胞・前編（1994年7月）
- 8 恐怖のG細胞・後編（1994年8月）
- 9 死の星を逃れて（1994年9月）
- 10 心配性のお父さん（1994年10月）
- 11 発動! 怪獣攻撃命令（1994年11月）
- 12 麗しのサブマリーナ（1995年1月）
- 13 地球防衛13号作戦（1995年2月）

### コスモバージョン編
- 怪獣ミドログロンとの戦いでオーバーヒートしたセーラーファイターは修復と改造を受け、コスモバージョンへのチェンジが可能となった。一方防衛軍をクビにされセーラーファイター破壊にさらなる執念を燃やすDr.フージィの前に、謎の侵略組織「ズーマ帝国」のジェネラル・マミーが協力を申し出るのだが……。

- 14 侵略帝国の挑戦状（1995年4月）
- 15 灼熱の火炎怪獣（1995年5月）
- 16 イド星人の限りなきチャレンジ魂（1995年6月）
- 17 酔いどれと天使（1995年7月）

### 猛攻!ズーマ帝国編
- 銀河系の平和を守る宇宙連邦警察から派遣された宇宙刑事ケンちゃんが、ズーマ帝国調査のため地球防衛軍に捜査協力を要請した。だがそれが元で、あらゆる誤解から自暴自棄となったマミズ参謀はジェネラル・マミーとして本格的な地球征服を計画。地球防衛軍に復職したDr.フージィに代わり、残忍な凶悪宇宙人となっていた「イド星人」と手を結んで本格的な攻撃を開始するのだが……。

- 18 宇宙刑事ケンちゃん（1995年9月）
- 19 就職するは我にあり（1995年10月）
- 20 恐れていたイド星人の動物園作戦（1995年11月）
- 21 史上最大の侵略作戦（1996年1月）
- 22 哀しみの自爆命令（1996年3月）

### セーラーファイト!甦るマルサン怪獣帝国
- 突然防衛軍に「怪獣新聞」が届く。それは、かつてマルサンというおもちゃメーカーから発行されていた伝説の新聞である。そこには、人類を恨むトルトス海人が怪獣軍団を引き連れて地上に進攻すると予告されていた。その予告通り、マルサン怪獣軍団が続々と出現して人類の平和を脅かす。セーラーファイターをはじめとする地球防衛軍必死の抵抗もマルサン怪獣には歯が立たない。その時、人類の平和を守るために正義の超人・ウルトラエース（ウルトラマンAではない）が現れた。

### セーラーファイト!2003
- セーラーファイターは改修され、セーラーファイター1号（ノーマルタイプ）とセーラーファイター2号（コスモバージョン）の2体となった。そんな中、フジイ博士の一人娘・ウイは、仕事に忙しく家庭を顧みない母親を困らせるために、怪獣注射で怪獣ナルトンを作り出してしまう。

### セーラーファイト!（新作WEB版）
- 地球防衛軍に新たに配備されたセーラー服のアンドロイド「シズカ」は、S.F.P.S.（セーラー・ファイター・パートナー・システム）と呼ばれる通信機能付きヘルメットを装着した指揮官からの指示を受けセーラーファイター5号機に変身し怪獣と戦う。しかし、怪獣との戦いの中で「生命」の価値観に疑問を持ったシズカは突如戦いを拒否して逃亡してしまった。彼女の回収を目的にセーラーファイター8号機が出動するが……。
- 1 出撃! 怪獣撃滅少女（2014年9月20日）
- 2 セーラーファイター逃亡!（10月20日）
- 3 恐怖の植物怪獣ツタバラー（11月20日）
- 4 対決! 二人のセーラーファイター（12月20日）
- 5 Dr.カッシィの野望（2015年1月20日）
- 6 八号機、起動（2月20日）
- 7 激突! 二大怪獣（3月20日）
- 8 セーラーファイターよ永遠に（4月20日）

### 劇場版セーラーファイト!
- セーラーファイター8号機が暴走して市街地で銃火器を乱射した不祥事を受け、地球防衛軍は開発担当者の柏田博士と総括責任者のマミズ参謀を解雇し、セーラーファイターも全機種を廃棄処分。これによって、20年以上続いたセーラーファイタープロジェクトは解散・消滅した。それを知った地底人は、防衛体制が手薄になった今こそ地上侵攻の好機と判断。人類への挑戦を宣言し、岩石怪獣ガンドラーを出現させて破壊活動を開始するが、それを阻止せんと現れる新たな2体のセーラーファイターがいた。

## 登場人物

### 地球防衛軍編〜猛攻!ズーマ帝国編
セーラーファイター
演 - 大久保覚子 / 声 - 小林智子
家庭用電源で動くセーラー服女子高生型サポートロボット。正式名「93式万能サポートロボット」。2014年版では「セーラーファイター初号機」と呼ばれている。
防衛海軍向けの戦闘兵器として開発されたものの、電力消費量の莫大さから廃棄処分となった。その後、建設会社に引き取られて作業用ロボットとなるも、今度はバブル経済の崩壊による倒産の憂き目に遭い、最終的に地球防衛軍に配備されることになる。
万能サポートロボットというだけあって、戦闘だけでなく家事もこなす他、第17話での花作りの内職、第19話での新規隊員採用面接試験におけるあやとり対応など、かなり細かいこともこなしていた。背中にはコードとプラグがあり、コンセントからの電源供給かバックパックが無いと活動できないという弱点があったが、改修後新たに内蔵された超電気発電器によって解消された。なお、オーバーホール時の記憶回路の取り付け忘れで放浪していた間は、超電気発電器を搭載されたサイドカーの「サイド・セーラー」で移動していたため、稼動停止に陥ることはなかった。
必殺武器は、作業用ロボット時代に建設会社から与えられた超高圧電流掘削機「セーラーダイナマイト」。高圧電流エネルギーを極超短波に変換し、そこから発生する微振動で岩石を砕く。出力調整によって道路工事からビルの解体まで可能。あらゆる怪獣を一撃のもとに葬る威力を持つが、連続使用するとセーラーファイターの体がオーバーヒートしてしまう。使う際はヘルメットのバイザーが自動的に下りる仕掛けになっている。
オリジナルビデオ『コスプレ戦士キューティ・ナイト』、『ガメラ』のビデオ（1990年代販売）特典映像に友情出演している。
セーラーファイター・コスモバージョン
第13話でオーバーヒートし、修復と大改良を受けたセーラーファイターが「コスモバージョンアップ」の掛け声で変身する強化モード。第14話より登場。正式名「93式万能サポートロボット改」。
赤を基調としたデザインの特殊合金・セーラニウム製プロテクターを持ち、耳には高性能レーダーを、踵には鋼鉄の柱をも一刀両断にできるキックカッターを備えている。腕と脚からはバリアシールドを発生させることができ、必殺技は胸からの光線技コスモアタック。だが、この大改良のために地球防衛軍は年間予算の8割にも及ぶ資金の投入を余儀なくされ、それに見合った成果が上げられなければクビになるハメに陥った改造責任者のマミズ参謀が「ズーマ帝国」を立ち上げる原因となった。
マミズ参謀
演 - 真水稔生 / 声 - 坂東聖、小田真一、三村幸一、西本晃久
極端な規模縮小を余儀なくさせられた地球防衛軍の参謀で保守的な性格。37歳。人員不足を補い、戦力強化のためにセーラーファイターを配備した。様々な新兵器を持ってくるものの、防衛軍の隊員たちからは疎んじられている。
その後はセーラーファイター絡みで様々なポストを任されるも、地球防衛軍の年間予算の8割にも及ぶ資金を要するセーラーファイターの大改良に係る提案が通ってセーラーファイター・コスモバージョンが投入されるに至り、改造責任者として投資に見合う成果を出さなければならなくなったため、活躍のための敵役として架空の悪の組織「ズーマ帝国」を立ち上げ、ジェネラル・マミーを装ってDr.フージィにあらゆる兵器を提供する。
Dr.フージィ / フジイ隊員
演 - 藤井晶子 / 声 - 田中みすず、坂野奈々、伊藤可奈恵、竹田雅代
溶接の遮光メガネが印象的なバイオテクノロジーの権威。内定していた地球防衛軍への就職をセーラーファイター配備によって取り消され、セーラーファイターを倒すことで防衛軍に就職しようと野望を燃やす。怪人カプセルや防衛軍の兵器でファイターに挑むも、詰めが甘くすぐに失敗に終わる。
第7話より地球防衛軍所属になるが、セーラーファイト復帰までの補欠だったため、正式隊員になるべく密かに防衛軍が入手していたG細胞を悪用して次々と怪人カプセルや怪獣の卵を造り出すが、やはり詰めが甘く全て失敗。結局第13話でクビにされてからは、ジェネラル・マミーの手下としてセーラーファイター破壊に執念を燃やすが、第19話で怪人を装って受けた新隊員採用面接試験に成り行きで合格してしまい念願の正式隊員となった。
サカモト隊長
演 - 坂本充 / 声 - 森泰彰
地球防衛軍日本支部の纏め役。39歳。横綱並みの貫禄だが、セーラーファイターのために食われた高額な電気代、のん気な部下2人にヘンテコな上司と、怪獣や宇宙人とはまったく関係無いところで気苦労が絶えない悲しき中間管理職。作品内で唯一の切れ者であるが、意外と力押しに弱い半面も持つ。
マミズ参謀に正論を説き過ぎたせいか、シリーズ後半においてその姿を見ることは無くなった。趣味は俳句らしい。
キタガワ隊員
演 - 北川雅一 / 声 - 吉田進
お調子者で、サカモト隊長に「このすっとこどっこい!」と咎められること多数。25歳。
停電で動かなくなったセーラーファイターを故障と勘違いしてオーバーホールに出してしまったことが、セーラーファイター放浪の引き金となった。
ストーリー後半では他の支部メンバーと共に内職に明け暮れたせいか登場しなくなる。
イナガキ隊員
演 - 稲垣信輝 / 声 - 松本薫
性格は先が見えないほどの猪突猛進。28歳。
第8話ではフジイ隊員がうっかり落とした怪人カプセルを知らずに飲み込んでしまい、怪獣ガンモドキに変身してしまう。テレビシリーズでは最後まで出演している。
ジョン隊員
演 - 森英二
地球防衛軍ロサンゼルス支部から研修のために来日。無口。外見にもかかわらずロボットであることも知らずにセーラーファイターに好意を持ってしまい、結婚まで考えていたが、イナガキから真相を聞かされてショックのあまりに帰国。
その後、ロサンゼルス支部でのサイボーグプロジェクトに志願して機械の体を得るも、人間の体との拒絶反応とファイターへの一途な愛情からロスアンジェルス支部の隊員を殺害し脱走兵となって再来日。暴走寸前の苦しみの中、セーラーダイナマイトで自らの命を絶ってしまった。
ミキ博士
演 - 三木理
第13話から登場の地球防衛軍日本支部科学顧問。Dr.フージィに負けず劣らずのマッドサイエンティストで、状況に関係なくハイテンションな性格。
彼の開発する兵器は、5時間光線を浴びせ続けることで怪獣を倒せる「殺獣光波砲」など有事には役に立たないものが多い。
ジェネラル・マミー
演 - 真水稔生
悪の組織「ズーマ帝国」の幹部。Dr.フージィのスポンサーとなって世界征服を企む。「ルロロロロ、ズ～マ～」の掛け声（『超人バロム1』に登場した魔人ドルゲが元ネタ）で現れ、セーラーファイターのことを「セーラファ～イタ」と呼ぶ（『仮面ライダーV3』に登場したドクトルGが元ネタ）。
その正体は地球防衛軍のマミズ参謀。変装は完璧だったが、フージィには初対面であっさり見破られた。
「ズーマ帝国」とは自らの面子維持のため、セーラーファイター・コスモバージョンに手柄を立てさせるべくマミズ参謀が作った架空の組織であったが、フージィにミトログロンの細胞を渡したところ、コスモアタックが効かない怪獣を作らせてしまったり、怪獣が倒される際に防衛軍のプレハブ基地を壊したりと、経済面でさらに追い込まれてしまい、ついにはケンちゃんの介入で生まれた様々な誤解から本気で世界征服を目指すことになった。
イド星人
演 - 三木理、拓植峰之、高畑和也 / 声 - 綱島光義、戸谷圭一、坂東聖
数年前に地球侵略をしようとしていた異星人兵士の1人だったが、改心していた。
第9話で戦死した戦友の遺骨を回収しようと来訪したところを防衛軍に拘束されたが、セーラーファイターに救われて地球を離れる。
その後セーラーファイターへのお礼のために地球へやってきた時には小物っぽい性格に変貌しており、第20話以降、ジェネラル・マミーと組んで地球を征服しようと目論む。脱皮することで成長するらしい。
ネギトロドンを巨大怪獣にすべくマミズを人質に取る芝居を打って、セーラーファイターのコスモエネルギーを要求するが、マミズが偽者だと誤解したケンちゃんのプラスマイナス光線を浴びて倒されてしまう。
宇宙刑事ケンちゃん
演 - 古怒田健志、小林洋文
宇宙連邦警察所属の宇宙刑事。サイターマ星雲コシガヤ星出身。
カマカマ星人を追って地球に来訪、セーラーファイターとの共同戦線でこれを撃破。その後ズーマ帝国の調査の指令を受け、地球防衛軍と協力して帝国に立ち向かう。
羊の怪物のような顔つきだが、その風貌からは予想もつかないほどの軽口である。プラスマイナス光線が得意技。
- 元々は、特撮雑誌『宇宙船』の読者コーナーのイラストキャラクター。演じる古怒田は当時の宇宙船のライターで、現在は特撮やアニメの脚本家として活躍している。『ゼイラム2』にも登場する。

マミズ・ミキ
演 - 朝倉美紀 / 声 - 坂野奈々
マミズ参謀の娘で高校生。ふとしたことからセーラーファイターと友達になる。父親思いだったが、父がズーマ帝国としての野望に走ってからは音信不通の模様。
サブマリーナ
演 - 大久保覚子
セーラーファイターの妹的存在のロボットで、起動時にセットされたターゲットに体当たりして自爆する戦法を使い、ターゲットをセットせずに起動させると動くものに反応して突撃していく危険な代物。第12話に登場。正式名「93式自走魚雷」。
カマカマ星人
ビデオ第3巻の映像特典「スケバンでっか?」に登場。カマキリの姿を模した宇宙人。セーラーファイターと宇宙刑事ケンちゃんの連携攻撃の前に敗れ去った。

#### 登場怪獣
名古屋怪獣ドイゲラス
演 - 稲垣信輝
身長：25m、体重：30t。第1話に登場。巨大な両生類で一見かわいいが凶暴。セーラーダイナマイトで倒された。
疑似岩石怪獣ガンモドキ
身長：30m、体重：85t。ビデオ第1巻の映像特典「セーラーファイター夢の対決」に登場。
日本中部以南に生息するガンモドキ科の怪獣で、ドイゲラスを食料にしている。キタガワの夢の中で巨大化したセーラーファイターとの対決を繰り広げた。
第7話でその細胞が防衛軍によって採取され、フジイ隊員に渡ったことで怪人カプセルの材料に悪用される。
赤色火炎怪獣アカジィ
演 - 三木理
身長：30m、体重：50t。第11話に登場。『ウルトラマン』に登場した怪獣バニラがモデル。
行方不明中のセーラーファイターをおびき出すための囮として、フジイ隊員が作った赤い怪獣の卵から生まれた。両手の爪が異様に長い。
青色発泡怪獣アオジィ
演 - 稲垣信輝
身長：25m、体重：45t。第11話に登場。『ウルトラマン』に登場した怪獣アボラスがモデル。
フジイ隊員がアカジィのトラブルを想定して作った青い怪獣の卵から生まれた。アカジィを倒すはずが仲良くなってしまい、マミズとフジイを襲ったが、セーラーダイナマイトで二体同時に倒された。
最強怪獣ミドログロン
演 - 神田裕士
身長：40m、体重：80t。第13、18話に登場。巨大地虫型の怪獣。セーラーダイナマイトの二連発で倒されたが、その後採取された細胞がマミーからフージィに提供され、ネオアカジィを生み出す材料となった。
第18話でフージィによって再生され、再度セーラーファイターを襲うもセーラーコスモアタックにあっさりと敗れる。
スパルタンGX
演 - 澗渕隆文
身長：40m、体重：250t。第14話に登場。マミーがフージィのために用意した巨大戦闘ロボット。
元々は防衛軍の対イド星人用兵器として開発されたが、完成間近でイド星人の一団は全滅。その後遊園地にアトラクション用として払い下げられていた。子供たちには人気があったものの、バブル崩壊の影響で遊園地は経営難に陥り、捨てられかけたところをマミズ参謀が買い戻した。しかしセーラーファイターの改造の影響で修理などの経費が出ず、そのまま放置されていた。そんな不運な運命を歩み続けたロボットの生涯はセーラーコスモアタックによって呆気なく終わることになった。
紅色火炎怪獣ネオアカジィ
演 - 三木理
身長：30m、体重：50t。第15話に登場。フージィがミドログロンの細胞を使って作り出した。アカジィと違って体の色は黒くなっている。
セーラーコスモアタックの直撃にも耐える頑丈さを持ったが、火炎攻撃の際に自分の口が燃えてしまい、それが致命傷となってしまった。
山怪獣ヤマグロン
演 - 三木理
身長：25m、体重：40t。
海怪獣ウミグロン
演 - 神田裕士
身長：25m、体重：45t。第16話に登場。フージィがミドログロンの細胞を使って作り出した兄弟怪獣。出現してすぐに互いに戦いだし、そこへなぜか街のど真ん中にある火山が噴火し、あふれ出た溶岩に飲み込まれて死亡した。
宇宙怪獣ギンガロン
演 - 神田裕士
身長：30m、体重：60t。第20話に登場。マミーと結託したイド星人が持ってきた怪獣。背中にはチャックと思しき模様があるが、ケンちゃん曰く「背びれの名残」らしい。
専用のコントローラーで遠隔操作されるが、コイルの配線があべこべだったために命令もあべこべになってしまい、結局セーラーコスモアタックで倒された。
宇宙大怪獣ネギトロドン
演 - 拓植峰之、声 - 磯端恒彦
身長：2m、体重：200kg。第21、22話に登場。イド星人が持ってきた宇宙怪獣の卵から孵化した最強の怪獣。両手の触手はいかなる攻撃も防ぐだけでなく、相手に突き刺して衝撃波を加える能力がある。
コントローラーで操りセーラーファイターのコスモエネルギーを吸収することで巨大化するというのがイド星人の狙いだったが、意思と喋る能力を持ってしまいマミズに牙を向けて自ら侵略活動を開始。最期は瀕死のマミズによるコントローラーの遠隔操作で触手の先の爪が自分の顔に命中、衝撃波に怯んだところへセーラーコスモアタックを受け消滅した。

### セーラーファイト!甦るマルサン怪獣帝国
セーラーファイター
演 - 舘昌理恵
ウルトラエースと協力してマルサン怪獣帝国に立ち向かう。
怪傑透明ウルトラエース
演 - 破李拳竜
マルサンの怪獣ソフビオリジナルヒーローで、ウルトラマンAの初期名称ウルトラエースを現在のウルトラマンエースに名前に変えたきっかけとされている。
マミズ参謀
演 - 真水稔生
容姿も言動もインチキくさいウルトラエースを嫌う。
マホ隊員
演 - 香坂真帆 / 声 - 大久保覚子
アルバイト募集の情報を聞いて地球防衛軍にやって来たバイト隊員。

#### 登場怪獣
深海人類トルトス海人
演 - 三木理
深海に棲息する海底人。100万年前に人類によって海底の奥深くに追放された。海底に「マルサン怪獣帝国」を築く。
- この着ぐるみは、後の『ボイスラッガー』第7話に流用された。

岩石怪獣ザガラウス
演 - 柘植峰之
岩の中に棲んでいる怪獣。セーラーファイターとマホ隊員によって棲み家の岩を破壊され、絶命した。
- トルトス海人と同様に、『ボイスラッガー』第6話に「しもべ獣ザガラウス」の名で流用された。

### セーラーファイト!2003
セーラーファイター1号
演 - 成瀬彩香
雑用専門セーラーファイター。巨大電池を背中に装備し、コンセントで電源を供給している。必殺技はセーラーダイナマイト。
セーラーファイター2号
演 - 大久保覚子
戦闘用セーラーファイター。コスモバージョン（赤）のパーツを改修して作られた。顔マスクはサブマリーナの流用。
怪傑透明ウルトラエース
演 -
自身の人形のセールスに、再び地球防衛軍日本支部を訪れる。
マミズ参謀
演 - 真水稔生
相変わらずウルトラエースを嫌っている。
フジイ博士
演 - ふじいあきこ
バイオテクノロジーの権威。仕事に忙しく、家庭を顧みない。
フジイ・ウイ
演 - 羽衣
フジイ博士の一人娘。母親への怒りから、怪獣注射で怪獣ナルトンを作り出してしまう。
イナガキ隊長
演 - 稲垣信輝
隊長に昇格した。
マホ隊員
演 - 香坂真帆
正式採用され、バイトから昇格した。脚本段階では“マホ参謀”という構想もあったが、この案は採用されなかった。

### セーラーファイト!（新作WEB版）
シズカ
演 - 知念静香
地球防衛軍が新たに開発したアンドロイド。怪獣ナルトンとの戦いで倒れた親ナルトンに縋り寄る子ナルトンの姿を見て「生」の概念や戦うことの意味に疑問を感じ防衛軍から脱走、ツタバラーとの戦いでは説得を試みるも失敗。彼女の回収を目的とする8号機との交戦でもバトルモードへの変身を拒否、反撃に出ないまま倒され回収されてしまう。
セーラーファイター5号機
演 - 川澄覚子→明石藍 / 声 - 桂田智子
シズカが通信ヘルメット（S.F.P.S）を装着した人間の指令で変身するバトルモード形態。通信ヘルメットと同型の頭部に、セーラー服とミリタリーウェアを混合したスタイル。マザーコンピューターからは出現怪獣の撃滅予算の見積もりが送信されるため、指揮官は赤字にならないように武器を選択する必要がある。
相手のレベルに合わせて使える武器が増えるはずだったのだが、ナルトン親子を倒したっきりその姿を見せていない。
セーラーファイター8号機
演 - 川澄覚子、明石藍、声 - 桂田智子
ツタバラーを前に逃亡したシズカに代わって突如現れツタバラーを倒したセーラーファイター。5号機に搭載されているようなパートナーシステムはなく、自らの考えで行動する自立型対怪獣兵器。
逃亡していたシズカを一方的に叩きのめし、彼女の回収に成功する。
マミズ参謀
演 - 真水稔生
白髪が目立ち始めており、いつまでも参謀止まりであることに頭を痛めている。
イナガキ隊長
演 - 稲垣信輝 / 声 - 鈴村一也
隊員時代に比べて貫禄が出たものの、相変わらずマミズ参謀の尻に敷かれている。
フジイ博士
演 - 藤井晶子 / 声 - 水野印南
怪獣研究班所属のマッドサイエンチスト。回収され脱走防止策のとられたシズカの依頼でツタバラーの研究を行う。
マホ参謀長
演 - 香坂真帆
地球防衛軍パリ本部付の参謀長に大出世した。
カシダ博士
演 - 柏田ユウリ（友情出演）
シズカのメンテナンスを担当した科学者。未完成であるセーラーファイター8号機を独断で出撃させたりと8号機に対して異様なまでの愛着を持っているが、その裏には大きな野心を秘めていた。

#### 登場怪獣
触手獣ムチー
第1話に登場。防衛軍の見学者用に作られた模擬戦闘プログラムの怪獣。
- 鳴き声は本作品のスタッフによって作られたインディーズ作品『突撃!! アーマージャック』に登場した「ラリゴニカ」の流用。

植物怪獣ツタバラー
第2話から登場。光合成によって毒素の含んだオゾンを発生させる特性を持つ。重火器類の武器による攻撃を加えると毒素が灰となってまき散らされる。頭部は種になっており、体から分離して別の場所で熟すことで増殖できる。
インディーズ作品『突撃!! アーマージャック』にも同名の怪獣が登場しているが、頭部以外は大幅に異なる。
凶悪怪獣ナルトン
第2・6話に登場。やはり『突撃!! アーマージャック』に登場怪獣の類似体。2話に登場した親子はセーラーファイター5号機に倒された。6話に登場したナルトンはツタバラーと戦っている。

### 劇場版セーラーファイト!
メグ
演 - 奥田恵
木全博士の助手で、正義感溢れる若き女性。
セーラーファイター・メグ
演 - 奥田恵
メグが強化装甲被服を装着した姿。
セーラーファイター・シズカ
演 - 明石藍
地球防衛軍を解雇された柏田博士が、秘密裏に持ち出したセーラーファイターのパーツを用いて開発した戦闘ロボット。
マミズ参謀
演 - 真水稔生
地球防衛軍を解雇され、やけ酒を煽る日々を送っていたある日、地底人に襲われる。
柏田博士
演 - 柏田ユウリ
地球防衛軍を解雇されたが、密かに新たなセーラーファイター（セーラーファイター・シズカ）を開発していた。
木全博士
演 - 木全直弘
WEB版第1話で、WEB記者として地球防衛軍日本支部の取材に来ていた人物。
本業は科学者であり、機械工学の権威。地球防衛軍がすべてのセーラーファイターを廃棄処分したのを知って、自らが開発した強化装甲被服を助手であるメグに与えて、セーラーファイターを名乗らせる。

#### 登場怪獣
地底人
地上侵攻を虎視眈々と狙っていた地中に棲む怪人。セーラーファイターを配備して長年にわたり地上防衛に尽力してきたマミズ参謀を恨んでいた。
岩石怪獣ガンドラー
地底人が操る大怪獣。頭部しか地上に現していないため、全身像および大きさは不明。

## 製作スタッフ

### 地球防衛軍編〜猛攻!ズーマ帝国編
- 企画：喜井竜児、土井信和（中京テレビ）
- 連載：てれびくん（小学館）
- 脚本：緑丘松、真水稔生
- 音楽：宗像修
- 撮影：楠二郎
- 造型：澗渕隆文
- 照明：岡英治、鈴木通隆
- 助監督：神田裕士、野間宗平
- 美術、メイク：三木理
- スチル：小塚晃透
- 撮影助手：松井昭憲
- CG制作：松葉雅視
- 火薬：太田煙火
- イラスト：きお誠児、ふじいあきこ
- 現像：ヨコシネ ディー アイ エー
- 音声：小池光春、舘英広
- 制作協力：中京テレビ映像（現：CTV MID ENJIN）、キー・プロダクション
- 監督：喜井竜児
- 製作著作：中京テレビ

### セーラーファイト!甦るマルサン帝国
- 企画：喜井竜児、宮崎洋子、神永英司
- 脚本：緑丘松
- 音楽：宗像修
- 撮影：楠二郎
- 造型：澗渕隆文、萩原晶
- 美術、メイク：三木理
- 撮影助手：神田裕士、岡英治、柘植峰之
- CG：中園博志
- 火薬：藤田茂
- デザイン協力：鈴木勝
- 音声：小池光春
- 制作協力：マルサン、石田和雄、東西企画、スタジオルナティックス
- 監督：喜井竜児

### セーラーファイト!2003
- 企画：喜井竜児、宮崎洋子
- 脚本：緑丘松
- 音楽：宗像修
- 造型：澗渕隆文
- 撮影助手：岡英治、鈴木通隆、柘植峰之、紋川茂、小塚晃透
- 監督：喜井竜児
- 制作協力：アマプロ、マルサン、代々木アニメーション学院名古屋校
- 製作著作：中京テレビ

### セーラーファイト!（新作WEB版）
- 企画：常川篤、杉山一郎、伊藤眞
- 脚本：緑丘松
- 音楽：宗像修
- 音声：日比野正吾
- CG：後藤昌隆
- グレーディング：上慶則、入江貴士
- 撮影助手：岡英治、東本敏宏、柘植峰之、紋川茂、小塚晃透、大嵜純一郎、村松真早都、濵地桜子
- ナレーション：木全直弘
- 監督：喜井竜児
- 製作著作：CTV MID ENJIN

### 劇場版セーラーファイト!
- 企画：アマプロ
- 脚本：緑丘松
- 音楽：宗像修
- 音声：日比野正吾
- CG：後藤昌隆
- スーツデザイン：ここまひ
- 撮影助手：稲垣信輝、東本敏宏、柘植峰之、紋川茂、小塚晃透
- ナレーション：鈴村一也
- 監督：喜井竜児
- 製作・配給：東名阪特撮連合、2015劇場版セーラーファイト!製作委員会

## 主題歌
「セーラーファイト!」(第1話 - 第13話)
作詞 - 緑丘松 / 作曲・編曲 - 宗像修 / 歌 - 小林智子
「虹の橋」(第14話 - 第21話)
作詞・作曲・編曲 - 宗像修 / 歌 - 小林智子
第22話ではカラオケ版がオープニングに使用された。
「セーラーファイト!Ver2.0」(セーラーファイト!甦るマルサン怪獣帝国)
作詞 - 緑丘松 / 作曲 - 宗像修 / 歌 - 出井晴美
「セーラーファイト!2003」(セーラーファイト!2003オープニング)
作詞 - 緑丘松 / 作曲・編曲 - 宗像修 / 歌 - 高木育子・平岩素
「愛のロボット セーラーファイター」(セーラーファイト!2003エンディング)
作詞・作曲 - 真水稔生 / 歌 - 船木美佳
「セーラーファイト!2014」（セーラーファイト!（新作WEB版））
作詞 - 緑丘松 / 作曲 - 宗像修 / 歌 - 桂田智子
「あなたのために」（生誕20周年記念ソング）
作詞・作曲 - 真水稔生 / 歌 - 國部真由美
- ビデオは東海東映ビデオ販売が販売。